# 췬완서역
췬완서역(중국어: 荃灣西站, 영어: Tsuen Wan West Station)은 홍콩 신계 췬완구 다이호 도로 췬완 부두에 위치한 홍콩 지하철 튄마선의 철도역으로, 2003년 12월 20일에 도입되었다. 이 역은 구광철도공사의 첫 지하역이기도 하다.

## 개요
췬완서역은 지하역이며, 췬완 해변 산책로와 가깝다. 또한 건설 당시 상부 구조 부동산(현 오션 프라이드) 개발을 위한 기반을 확보했다.

### 역 구조
| 1 | 2층                                     | C3, C4, C5출구, 오션 프라이드 쇼핑몰                                  |
| G | 지면                                    | A, B1, C1, C2, D, E출구（C, D출구에 상점 있음）, 오션 프라이드 쇼핑몰 |
| C | 대합실                                  | 고객센터, 상점, 셀프서비스, 화장실, 역 통제실, B2출구                 |
| P | 상대식 승강장, 왼쪽 출입문이 열림       | 상대식 승강장, 왼쪽 출입문이 열림                                     |
| P | 승강장 2 튄마선 우카이사 방면（메이푸） |                                                                       |
| P | 승강장 1 튄마선 튄문 방면 （금상로）    |                                                                       |
| P | 상대식 승강장, 왼쪽 출입문이 열림       |                                                                       |
| P | 튄마선 반입선                           | 정비차량 반입선, 대중에 공개되지 않음                                 |

### 대합실
췬완서역에는 편의점, 제과점, 은행, 건강 및 미용 제품과 같은 다양한 유형의 상점과 현금 자동 입출금기, 자동 판매기, 홍콩우정우편함이 있다.

### 승강장
췬완서역에는 2개의 상대식 승강장이 있으며 두 승강장 모두 스크린도어가 설치되어 있다. 역 개장 초기에는 승강장 조명이 비교적 어두웠으나 최근 몇 년 동안 MTR은 승강장의 밝기를 향상시키기 위해 역의 조명을 점차 늘렸다. 또 1번 승강장 뒤쪽 벽 뒤편에도 선로를 만들어 공사차를 주차하는 용도로도 활용했다.

### 출구
|                                                                    |                           | |      |
| 출구                                                               | 지시                      | 목적지 | 사진 |
| 出口 · A · 1                                                       | 케이닥준산촌 (祈德尊新邨) | 췬완서역 대중교통 환승센터 (북면) |      |
| 出口 · A · 2                                                       | 케이닥준산촌 (祈德尊新邨) | 케이닥준산촌, 호이과이로, 완깅 광장, 대회당, 재판원 빌딩, 췬완 광장 |      |
| 出口 · B · 1                                                       | 벨베데레 가든(麗城花園)   | 벨베데레 가든, 베이뷰 가든, 케이블TV 빌딩, 공남 공업빌딩, One Midtown, 세레나데 코브(韻濤居), TML 광장, The Octagon(嘉達環球中心), 췬안 사이클링 센터 |      |
| 出口 · B · 2                                                       | 역 주차장                 | 췬완서역 P+R 공영주차장 |      |
| 出口 · C · 1                                                       | 해빈주랑 (海濱走廊)       | 해빈주랑, 췬완 부두 |      |
| 出口 · C · 2                                                       | OP Mall                   | OP Mall |      |
| [ 10 ]                                                             | 파크 시티 (全·城滙)       | 췬완역파크 시티, 췬완서역 대중교통 환승센터(남쪽), 더 오로라, Plaza 88 |      |
| [ 10 ]                                                             | OP Mall                   | OP Mall |      |
| 出口 · C · 5                                                       | 해빈주랑                  | 해빈주랑 |      |
| 出口 · D                                                           | 췬완 부두 (荃灣碼頭)      | 췬완 부두(마완 페리행), 니나 하버뷰 호텔·컨벤션 센터, 시티워크, 니나 타워, 니나 포실 가든, 영욱 도로 시정빌딩, 췬완 공원, 리비라 가든스, 리비라 파크, 다이호 도로, 더 다이나스티, 오션 프라이드, 더 파빌라 베이, 첼시 코트, 췬완 체육관, 비전 시티, 워터사이드 플라자, 시티 포인트, 췬완서역 대중교통 환승센터(남면) |      |
| [ 11 ]                                                             | 췬완 부두 (荃灣碼頭)      | 췬완 부두(마완 페리행), 니나 하버뷰 호텔·컨벤션 센터, 시티워크, 니나 타워, 니나 포실 가든, 영욱 도로 시정빌딩, 췬완 공원, 리비라 가든스, 리비라 파크, 다이호 도로, 더 다이나스티, 오션 프라이드, 더 파빌라 베이, 첼시 코트, 췬완 체육관, 비전 시티, 워터사이드 플라자, 시티 포인트, 췬완서역 대중교통 환승센터(남면) |      |
| 出口 · E · 1                                                       | 호이과이로 (海貴路)       | 대중교통 환승센터(남면) |      |
| 出口 · E · 2                                                       | 호이과이로 (海貴路)       | Clague Garden Estate, 호이과이로, 스카이라인 플라자, 홍콩 대회당, 췬완 법원청사 |      |
| 아이콘 설명: 시각 장애인 안내 경로 \| 엘리베이터 \| 같은 층에 위치 |                           | |      |

### 췬완역과의 관계
췬완서역과 췬완선의 췬완역은 정식 환승역이 아니며, 승객이 두 역 사이를 환승할 경우 옥토퍼스 카드든 편도 승차권이든 2회 이용으로 처리하고 재입장 요금을 납부한다. 두 역 사이에는 신계구 전용선 미니버스 95K선으로 연결(옥토퍼스 카드, 튄먼-南昌 월정기권 강화판 및 튄먼-훙함 월정기권 강화판은 서철선에서 무료로 환승 가능)되어 있으며, 췬완 육교 네트워크가 없을 때 다호 도로(다이호 도로)를 따라 걸어서 약 30분이 걸린다. 췬완 육교 확장 계획은 당초 2011년 중반에 완공될 예정이었으나 승인전에 교량 중간 부분에 균열이 발견되어 크게 지연되었고 2013년 7월 14일에야 전면 개방되었다. 그러나 췬완 부두의 옛 운수건물이 철거되면서 췬완서역과 췬완역이 육교로 직접 연결되지 않아 보행자들은 췬완 대회당이나 니나 타워에서 지상으로 돌아가야 했지만 보행시간을 15분으로 줄였다. 그러나 C출구이 재개방 이후, 승객들은 C3출구을 이용해 오션 프라이드 광장을 통해 고가도로와 니나 타워를 거쳐 시티워크로 연결한 다음 췬완 육교 네트워크에 연결하여 지상으로 돌아오지 않고 췬완역에 도달할 수 있다.